# Дураковићи (Трново)
Дураковићи су насељено мјесто у општини Трново, Федерација БиХ, Босна и Херцеговина.

## Становништво
|         | 2013.       | 1991.        | 1981.        | 1971.        |
| Укупно  | 13 (100,0%) | 33 (100,0%)  | 55 (100,0%)  | 68 (100,0%)  |
| Бошњаци | 13 (100,0%) | 33 (100,0%)1 | 55 (100,0%)1 | 67 (98,53%)1 |
| Остали  | –           | –            | –            | 1 (1,471%)   |

1. 1 На пописима од 1971. до 1991. Бошњаци су пописивани углавном као Муслимани.